# Катюль Мендес
Катю́ль Менде́с (фр. Catulle Mendès; 22 травня 1841, Бордо — 7 лютого 1909, Сен-Жермен-ан-Ле) — французький поет, прозаїк, драматург. Один із чільних представників літературного угруповання «Парнас».

## Біографія
Катюль Мендес народився у Бордо в родині португальських євреїв. Його дитинство та юність минули в Тулузі. 1859 року він приїхав до Парижа, де незабаром став одним із протеже літератора Теофіля Ґотьє.
У 1860 році заснував журнал «La Revue Fantaisiste», де працював, зокрема, Огюст де Вільє де Ліль-Адан. Опублікував роман «Roman d'une nuit», завдяки якому набув популярності. Водночас твір визнано аморальним, і Мендеса присудили до місяця позбавлення волі та штрафу 500 франків.
У 1863 році Мендес опублікував першу збірку поезії «Філомела». Після поїздки до Німеччини він захопився творчістю композитора Ріхарда Вагнера.
Згодом Мендес долучився до кола письменників навколо Шарля Леконта де Ліля, до якого належали Франсуа Коппе, Леон Діркс, Жозе-Марія де Ередіа та Теодор де Банвіль. Разом із парнасівцями Мендес опублікував декілька віршів в антології «Le Parnasse contemporain», яку склав видавець Альфонс Лемер.

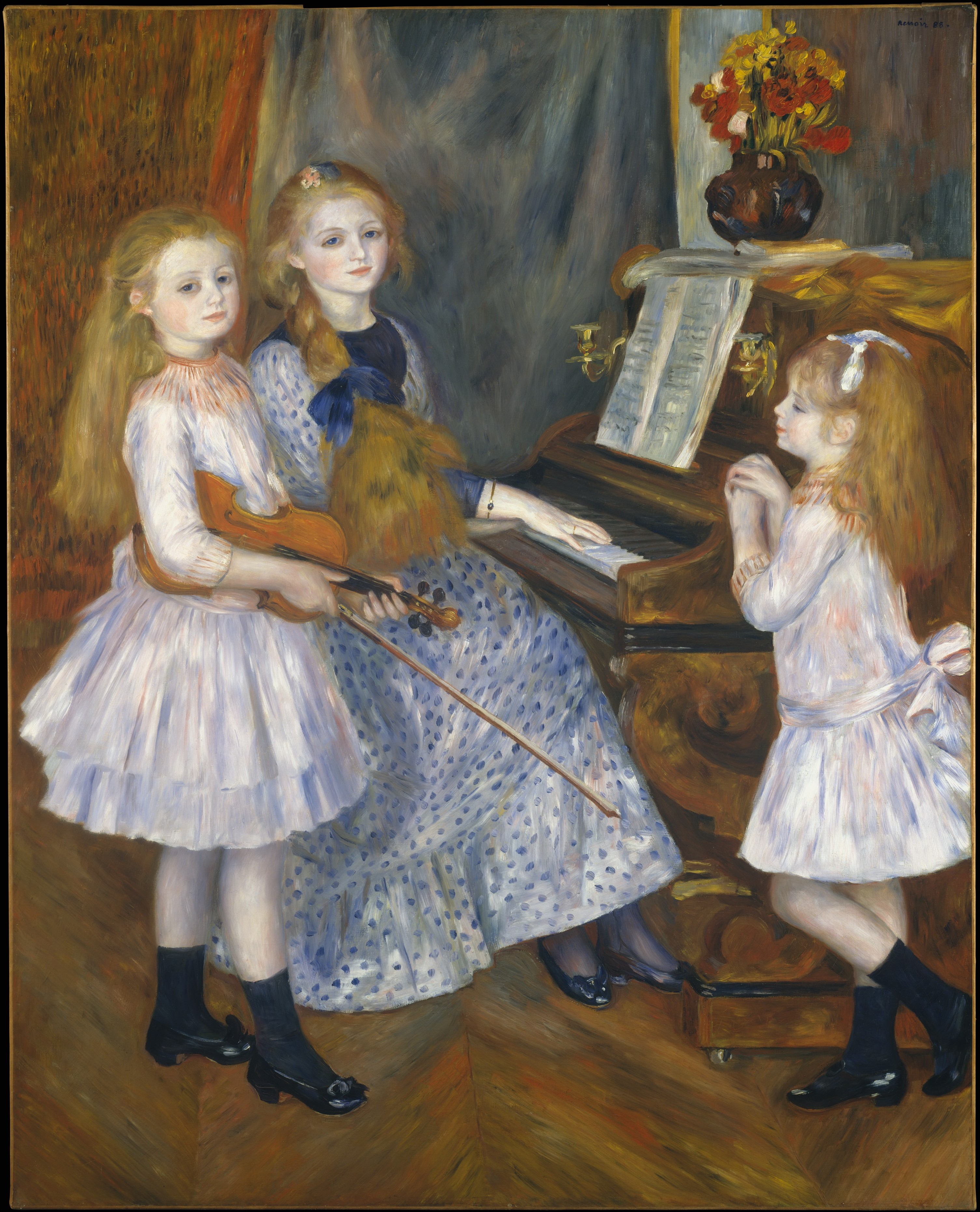
Доньки Катюля Мендеса, Огюст Ренуар

14 квітня 1866 року Мендес одружився з Жудіт Ґотьє, дочкою письменника Теофіла Ґотьє, який не схвалив цей союз. У 1878 році подружжя офіційно розлучилось. З 1869 року Мендес мав фактичний шлюб із композитором Оґюстою Ольмес. Пара мала п'ятеро дітей, проте 1886 року вони також розлучились. На своїй картині «Les filles de Catulle Mendès», яка зараз належить Музею мистецтва Метрополітен у Нью-Йорку, Огюст Ренуар зобразив трьох дочок Мендеса. 
8 липня 1897 року Мендес одружився з поетесою Жанною Метте, від якої 1896 року мав сина. Від останніх стосунків із актрисою Маргеріт Морено мав ще одного, останнього сина.
7 лютого 1909 року 67-річний Мендес помер за нез'ясованих обставин. Його тіло знайдено в залізничному тунелі Сен-Жермен-ан-Ле. Вважають, що Мендес відчинив двері свого вагона, оскільки помилково вирішив, що потяг вже прибув на станцію. Деякі біографи припускають, що письменник міг скоїти самогубство.
Похований у Парижі на цвинтарі Монпарнас.

## Творчість
Творчий доробок Катюля Мендеса наразі не має популярності. Письменника вважають представником естетики fin de siècle, для якої була характерна вишукана і яскрава лексика. Критики свого часу звинувачували його у поверховості та наслідуванні тогочасної моди. Його поезія позначена декадентським флером; її дуже цінував Верлен. Мендес також писав еротичні оповідання.

## Твори
Поезія
- Philoméla (1863) ;
- Hespérus (1872) ;
- Contes épiques (1872) ;
- Poésies (1892) ;
- Poésies nouvelles (1893) ;
- Nouveaux Contes de Jadis (1893), Editeur Paul Ollendorff, Paris
- Les plus jolies chansons du pays de France (dt.), chansons tendres, choisies / par Catulle Mendès. Paris: Plon (1899).

П'єси та оперні лібрето
- La Part du roi (1872) ;
- Les Frères d'armes (1873) ;
- Justice (1877) ;
- Les Mères ennemies (1882)
- Le Capitaine Fracasse (1878) ;
- Rodrigue et Chimène (1878), лібрето опери Клода Дебюссі;
- Gwendoline (1886), лібрето опери Еммануеля Шабріє ;
- La Femme de Tabarin (1887);
- Isoline (1888), лібрето опери Андре Мессаже;
- Médée (1898) ;
- La Reine Fiammette (1898) ;
- Le Fils de l'étoile (1904) ;
- Scarron (1905) ;
- Ariane (1906) лібрето опери Жуля Массне ;
- Glatigny (1906) ;
- Bacchus (1909) лібрето опери Жуля Массне .

Критичні праці
- Les 73 journées de la Commune: du 18 mars au 29 mai 1871 (1871)
- La Légende du Parnasse contemporain (1884) ;
- Richard Wagner (1886) ;
- L'Œuvre wagnérienne en France ;
- Rapport sur le mouvement poétique français de 1867 à 1900 (1902).

Романи
- Incendies (2006) (збірка оповідань) (Stalker éditeur)
- La Vie et la mort d'un clown (1879) ;
- Les Mères ennemies (1880) ;
- Le Roi vierge (1881) ;
- Zo'Har (1886) ;
- L'Homme tout nu (1887) ;
- La Première maîtresse (1894) ;
- Gog (1896).